# Park Narodowy Bangan Hill
Park Narodowy Bangan Hill – park narodowy położony na Filipinach, w regionie Dolina Cagayan, w prowincji Nueva Vizcaya, na wyspie Luzon. Zajmuje powierzchnię 13.9 ha.
Jest to obszar chroniony w ramach Krajowego Zintegrowanego Systemu Obszarów Chronionych (NIPAS), który został ogłoszony przez Kongres dnia 17 czerwca 1972 przez Republic Act No. 7954.